# Carlos Fierro
Carlos Eduardo Fierro Guerrero (Los Mochis, Sinaloa, 24 de julio de 1994) es un futbolista mexicano que juega como Delantero en los Leones Negros de la UdeG de la Liga de Expansión MX.

## Trayectoria

### Inicios y Club Deportivo Guadalajara
Debutó el 28 de julio del 2011, con el Club Deportivo Guadalajara, en el World Football Challenge junto con sus compañeros Giovani Casillas y José Tostado teniendo el dorsal 104.
Debutó en la Primera División el 20 de agosto del 2011, contra Monterrey. Anota su primer gol oficial con el Club Deportivo Guadalajara el 18 de agosto del 2012 frente al San Luis Fútbol Club en la Liga MX.
El torneo en el que logró acumular más minutos fue en el Clausura 2014, por un total de 1.286 minutos con 16 tapones. Él sufrió de una lesión en el inicio del Clausura 2014 y otra a mediados de temporada, esto afectó al Club Deportivo Guadalajara, ya que tenía 9 jugadores lesionados a mediados del Clausura 2014.

"Carlos Fierro agradecido con Omar Bravo y Aldo de Nigris"
"Aldo y Bravo a veces gritan, regañan, nos regañan a los jugadores más jóvenes, pero es humilde, no hablar de nuevo, si están regañando a que es por algo, para que usted mejore, para que se desarrolle, acepta lo que piden y estar agradecidos por toda la ayuda de los nombres más grandes traen".
Carlos Fierro. 9 de septiembre del 2014.

Desde el comienzo de Liga MX y Copa MX Apertura 2014, Fierro ha sido internacional en 12 ocasiones y marcó 3 goles, que es la misma cantidad de goles que anotó en la temporada 2013-14. Como Guadalajara que nunca ha estado en la segunda división del fútbol mexicano está luchando por evitar el descenso, pero todavía con la esperanza de luchar por las primeras posiciones, Fierro ha declarado su intención de consolidar a sí mismo como titular para el club y tomar el siguiente paso. Fierro ha declarado el legendario jugador de apoyo y orientación del club Omar Bravo y Aldo de Nigris le han mostrado desde su regreso a Club Deportivo Guadalajara, incluso si se necesita gritar y regañar.
El 7 de septiembre del 2014 Fierro anotó un doblete de goles en contra de U de G en una victoria por 3-0 en casa al Estadio Omnilife, anotando sus dos primeros goles de la temporada.
El 23 de junio del 2015 se hace oficial que Fierro tendrá el dorsal 7 del club tras el retiro de Rafael Márquez Lugo.

### Querétaro Fútbol Club
El 2 de diciembre del 2015, se confirma el fichaje de Fierro al equipo de Querétaro Fútbol Club, en calidad de Préstamo por 1 año con opción a compra, donde se le dio el dorsal 9.

### Club Deportivo Guadalajara(Segunda Etapa)
En diciembre del 2016, se confirma su regreso al Club Deportivo Guadalajara, convirtiéndose en el tercer refuerzo de Chivas, de cara al Clausura 2017.
El 28 de mayo de 2017, se coronó campeón con Chivas donde se le dio su título número 12
.

### Cruz Azul
El 8 de diciembre del 2017, se confirma el fichaje de Fierro al Cruz Azul en calidad de compra definitiva, la transacción fue de 3 millones de dólares, donde se convierte en el primer refuerzo de Cruz Azul para el Clausura 2018.

### Monarcas Morelia
El 10 de junio de 2018, se oficializa su fichaje a Monarcas Morelia en calidad de préstamo por 1 año sin opción a compra, convirtiéndose en el primer refuerzo de cara al Apertura 2018.

### San José Earthquakes
El 24 de junio de 2019, se oficializa el fichaje de Fierro al San José Earthquakes, por petición del técnico Matías Almeyda, convirtiéndose en el primer refuerzo de cara al torneo 2019/20 de la MLS.

## Selección nacional

### Sub-17
El 3 de junio del  2011 Carlos Fierro fue convocado por el entrenador Raúl Gutiérrez para ser parte de la sub-17.
Es considerado una de las figuras de la Copa Mundial Sub-17 de 2011, y jugó todos los partidos. 
Debutó el 18 de junio del 2011 frente a Corea del Norte Fierro debutó con gol en el minuto 37' del juego en el cual el partido terminó 3-1 a favor de México.
Él ayudó a México a ganar su segunda Copa del Mundo en esa categoría la primera fue en el año 2005.

### Participaciones en selección nacional
| Copa                                | Categoría                           | Sede                                | Resultado                           | Partidos | Goles |
| ----------------------------------- | ----------------------------------- | ----------------------------------- | ----------------------------------- | -------- | ----- |
| Mundial Sub-17 2011                 | Sub-17                              | México                              | Campeón                             | 7        | 4     |
| Campeonato Sub-20 2013              | Sub-20                              | México                              | Campeón                             | 4        | 0     |
| Esperanzas de Toulon 2014           | Sub-20                              | Francia                             | Primera fase                        | 3        | 0     |
| Juegos Olímpicos 2016               | Selección Olímpica                  | Río                                 | Primera fase                        | 1        | 0     |
| Total parcial en selección nacional | Total parcial en selección nacional | Total parcial en selección nacional | Total parcial en selección nacional | 15       | 4     |

### Estadísticas
| Club                                                        | Temporada     | Liga  | Liga  | Liga   | Copas nacionales(1) | Copas nacionales(1) | Copas nacionales(1) | Torneos internacionales(2) | Torneos internacionales(2) | Torneos internacionales(2) | Total | Total | Total  |
| Club                                                        | Temporada     | Part. | Goles | Asist. | Part.               | Goles               | Asist.              | Part.                      | Goles                      | Asist.                     | Part. | Goles | Asist. |
| ----------------------------------------------------------- | ------------- | ----- | ----- | ------ | ------------------- | ------------------- | ------------------- | -------------------------- | -------------------------- | -------------------------- | ----- | ----- | ------ |
| C. D. Guadalajara · México                                  |               |       |       |        |                     |                     |                     |                            |                            |                            |       |       |        |
| Apertura 2011                                               | 8             | 0     | 0     | -      | -                   | -                   | 4                   | 1                          | -                          | 12                         | 1     | 0     |        |
| 2012-13                                                     | 24            | 1     | 1     | -      | -                   | -                   | 3                   | 1                          | 1                          | 16                         | 2     | 2     |        |
| 2013-14                                                     | 19            | 2     | 2     | 5      | 1                   | 1                   |                     |                            |                            | 20                         | 2     | 3     |        |
| 2014-15                                                     | 32            | 3     | 1     | 3      | 1                   |                     |                     |                            |                            | 28                         | 4     | 1     |        |
| 2015                                                        | 32            | 2     | 6     | 4      | 1                   |                     |                     |                            |                            | 26                         | 3     | 6     |        |
| 2017                                                        | 11            | 2     | 1     | 7      | 2                   |                     |                     |                            |                            | 18                         | 3     | 1     |        |
| Total club                                                  | 115           | 8     | 10    | 12     | 3                   | 1                   | 7                   | 2                          | 1                          | 134                        | 13    | 12    |        |
| Querétaro F. C. · México                                    |               |       |       |        |                     |                     |                     |                            |                            |                            |       |       |        |
| 2016                                                        | 22            | 2     | 1     | 4      | 2                   | 0                   | -                   | -                          | -                          | 26                         | 4     | 1     |        |
| Total club                                                  | 5             | 2     | 1     | 4      | 2                   | -                   | 0                   | 0                          | 0                          | 26                         | 4     | 1     |        |
| Cruz Azul · México                                          |               |       |       |        |                     |                     |                     |                            |                            |                            |       |       |        |
| 2018                                                        | 13            | 1     | 1     | 4      | 0                   | 0                   | -                   | -                          | -                          | 17                         | 1     | 1     |        |
| Total club                                                  | 13            | 1     | 1     | 4      | 0                   | 0                   | 0                   | 0                          | 0                          | 17                         | 1     | 1     |        |
| San Jose Earthquakes Estados Unidos                         |               |       |       |        |                     |                     |                     |                            |                            |                            |       |       |        |
| 2019                                                        | 7             | 0     | 0     | 0      | 0                   | 0                   | -                   | -                          | -                          | 7                          | 0     | 0     |        |
| 2020                                                        | 19            | 3     | 0     | 0      | 0                   | 0                   | -                   | -                          | -                          | 19                         | 3     | 0     |        |
| 2021                                                        | 27            | 3     | 0     | 0      | 0                   | 0                   | -                   | -                          | -                          | 27                         | 3     | 0     |        |
| Total club                                                  | 53            | 6     | 0     | 0      | 0                   | -                   | 0                   | 0                          | 0                          | 53                         | 6     | 0     |        |
| Total carrera                                               | Total carrera | 177   | 18    | 12     | 23                  | 7                   | 1                   | 7                          | 2                          | 1                          | 224   | 29    | 14     |
| (1)Incluye datos de la Copa MX y la Concacaf Liga Campeones |               |       |       |        |                     |                     |                     |                            |                            |                            |       |       |        |

## Palmarés

### Campeonatos nacionales
| Título               | Club          | País   | Año  |
| -------------------- | ------------- | ------ | ---- |
| Copa MX              | Guadalajara   | México | 2015 |
| Copa MX              | Querétaro     | México | 2016 |
| Copa MX              | Guadalajara   | México | 2017 |
| Liga MX              | Guadalajara   | México | 2017 |
| Liga de Expansión MX | Leones Negros | México | 2025 |

### Campeonatos internacionales
| Título                        | Equipo           | Sede   | Año  |
| ----------------------------- | ---------------- | ------ | ---- |
| Copa Mundial de Fútbol Sub-17 | Selección Sub-17 | México | 2011 |

### Distinciones individuales
| Distinción                                          | Año  |
| --------------------------------------------------- | ---- |
| Balón de bronce de la Copa Mundial de Fútbol Sub-17 | 2011 |